# Ludvig Birkedal-Barfod
Ludvig Birkedal-Barfod (Kopenhagen, 27 mei 1850 – aldaar 17 oktober 1937) was een Deens componist en organist.

## Achtergrond
Ludvig Harbo Gote Birkedal-Barfod werd geboren binnen het gezin van schrijver Frederik Barfod (1811-1896) en Emilie Birkedal (1813-1897). Hijzelf was getrouwd met Beate Ferdinandine Winther.

## Muziek
Hij genoot eerst privélessen in piano en cello bij Johan Christian Gebauer. Hij vervolgde zijn opleiding aan het Conservatorium van Kopenhagen. In de jaren daarna werd hij organist van de Methodistische Kerk in Kopenhagen (1873-1877), de Frue Kirke in Svendborg (1877-1894) en Marmorkirke. Hij was tevens docent aan de Kopenhaagse Orgelopleiding. Hij gaf daar les aan Hilda Sehested, tevens leerlinge van Carl Nielsen. In aanvulling op zijn muzikaal leven was hij ook enige tijd muziekcriticus van Kristeligt Dagblad. Hij was hoofdredacteur van Menighedens Melodier (psalmen).

### Werken
Hij schreef een aantal werken, maar werd bekender door het bewerken van een aantal Deense kerkmelodieën:
- opus 2: Zeven liederen op teksten van Bernard Severin Ingeman, Kaalund, Ploug en Hauch
- opus 3: Stemninger, kleine pianowerken
- opus 4: Valse sentimentale voor vierhandig pianio (1896)
- opus 5: Tertsetudes
- opus 7: Albumblade (opname door Erik Fessel voor Danacord)
- opus 8: Etudes voor de linkerhand (Etuder for venstre haand), opgedragen aan pianist Ove Christensen
- opus 9: Pedaalstudies voor piano
- opus 10: Karakterstukken voor piano
- opus 11: Kleine melodische etudes
- opus 12: Sonate voor piano
- opus 13: Fantasie voor orgel op Dejleg er Jorden (Lied van kruisvaarders)
- opus 14: Begrafenismars voor orgel, ten behoeve van de begrafenis van koningin Louise van Hessen-Kassel (1898)
- opus 15: Eenvoudige studies voor de linkerhand (Lette studier for venstre haand)
- opus 16: Serenade
- opus 17: Sonatine in F majeur voor piano
- opus 18: Kleine gedichten voor piano (Petits poëmes), opgedragen aan zijn dochter Edith (1886-1979) inhoudende Berceuse, Tristesse, Valse, Gavotte en Menuetto
- opus 19: Melodische etudes voor de linkerhand (Melodische Studien für die linke Hand)
- opus 20: Schetsen voor piano
- opus 21: Vijf muzikale tableaux voor vierhandig piano
- opus 22: Octaafoefeningen voor piano
- opus 23: Preludes en postludes voor harmonium of orgel
- opus 24: Prelude voor piano
- opus 25: Bagatelles voor piano
- opus 26: Albumblad
- opus 27: Stemminger og Strofer voor piano
- opus 28: 24 kleine preludes voor piano
- Pianofortestudier for venstre haand alene

- Gemeinsame Normdatei: 1101494050
- International Standard Name Identifier: 0000 0000 2431 6510
- Library of Congress Control Number: n81132338
- MusicBrainz: bc5ab34c-38f1-442b-b487-083e6dd007eb
- Nationale Bibliotheek van Tsjechië: mzk2013762525
- Virtual International Authority File: 16101348
- WorldCat: E39PBJyhf3G8VQhFPc78gkyrv3